# Progetto Alpha (robotica)
Il progetto Alpha (in inglese Alpha Project) è un progetto militare sviluppato dall'USJFC nel 2003.

## Storia
Il progetto Alpha è nato nel 2003, come programma di ricerca per lo sviluppo di robot da guerra, ovvero Tactical Autonomous Combatant (TAC).
L'USJFC prevede la realizzazione di un esercito di TAC entro il 2025, come unità militare preventiva a situazioni drastiche.